# Rockford (Idaho)
Rockford es un lugar designado por el censo ubicado en el condado de Bingham en el estado estadounidense de Idaho. En el Censo de 2010 tenía una población de 276 habitantes y una densidad poblacional de 96 personas por km².

## Geografía
Rockford se encuentra ubicado en las coordenadas 43°11′21″N 112°31′50″O / 43.18917, -112.53056. Según la Oficina del Censo de los Estados Unidos, Rockford tiene una superficie total de 2.87 km², de la cual 2.87 km² corresponden a tierra firme y (0%) 0 km² es agua.

## Demografía
Según el censo de 2010, había 276 personas residiendo en Rockford. La densidad de población era de 96 hab./km². De los 276 habitantes, Rockford estaba compuesto por el 85.14% blancos, el 0% eran afroamericanos, el 2.17% eran amerindios, el 0% eran asiáticos, el 0% eran isleños del Pacífico, el 11.96% eran de otras razas y el 0.72% pertenecían a dos o más razas. Del total de la población el 13.41% eran hispanos o latinos de cualquier raza.